# Petersberška deklaracija
Petersberška deklaracija je bila sprejeta na zasedanju ministrov Zahodnoevropske unije (ZEU) 19. junija 1992 v hotelu Petersberg blizu Bonna v Nemčiji. Opredelila je vojaške naloge humanitarne narave, razorožitve, ohranjanje in vzpostavljanje miru, za kar bi bila pooblaščena ZEU. Vsebina in odgovornosti, ki izhajajo iz deklaracije, znane kot Petersberške naloge, so bile pozneje prenesene na Evropsko varnostno in obrambno politiko Evropske unije (EU), ki je trenutno znana kot Skupna varnostna in obrambna politika (SVOP).

## Vsebina
Države članice so se strinjale, da bodo napotile svoje enote in sredstva iz celotnega spektra vojske pod vodstvom WEU. Naloge, ki so zajemale vrsto možnih vojaških misij, od najpreprostejših do najbolj robustnih vojaških intervencij, so bile oblikovane kot:
- humanitarne in reševalne naloge,
- mirovne naloge,
- naloge bojnih sil pri kriznem upravljanju, vključno z vzpostavljanjem miru .

Uradno je nabor nalog, ki se jim je zavezala EU/WEU, vključeval omenjene, ni pa bil omejen nanje. V praksi je naloga teritorialne obrambe domena zveze NATO. Ker je 21 od 27 držav članic EU tudi članic povezave, obstajajo številne določbe za preprečevanje tekmovanja med organizacijama.

## Prenos v EU
Kot del delne združitve ZEU z Evropsko unijo so te naloge postale del evropske varnostne in obrambne politike in so bile osrednjega pomena za krepitev drugega stebra Evropske unije, skupne zunanje in varnostne politike.
Leta 1997, na evropskem vrhu v Amsterdamu, so bile naloge vključene v Pogodbo o Evropski uniji. Petersberške naloge bi lahko uveljavljale tako ZEU, NATO in EU, vendar je s prenosom najpomembnejših sredstev ZEU na EU leta 1999 to razlikovanje postalo večinoma umetno.
Zaradi prenosa organov iz ZEU v EU in klavzule o kolektivni obrambi Lizbonske pogodbe, ki je začela veljati leta 2009, je ZEU postala zastarela in bila nato leta 2011 ukinjena.